# 英也尔镇
英也尔乡，是中华人民共和国新疆维吾尔自治区伊犁哈萨克自治州伊宁市下辖的一个乡镇级行政单位。

## 行政区划
英也尔乡下辖以下地区：
英也尔村、阿拉木图亚村、六七段村、界梁子村和界梁子牧业村。